# Zdeněk Příhoda
Zdeněk Příhoda (27. listopadu 1941 Praha – 21. srpna 1968 tamtéž) je jednou z obětí invaze vojsk pěti států Varšavské smlouvy do Československa v srpnu 1968.

## Dětství a mládí
Narodil se jako jako prostřední z dětí prokuristy kožešnické továrny a ženy v domácnosti. Jeho otec zemřel v roce 1952. Po manželově smrti musela matka Zdeňka Příhody nastoupit do zaměstnání, ale před odchodem do penze už nestačila odpracovat požadovaný počet let. Pobírala proto minimální důchod a její děti ji musely hmotně podporovat. Zdeněk Příhoda už od dětství projevoval umělecké sklony. Na základní škole se učil kreslit u profesora Josefa Štefana Malečka, který byl mimo jiné známý svými olejomalbami s pražskou tematikou. Po vychození základní školy Zdeněk Příhoda vystudoval uměleckou průmyslovku na Žižkově. Po jejím absolvování byl povolán na vojnu. Po návratu z armády se živil restaurátorstvím, dělal sochy a vyřezával. Příjmy z této činnosti mu však nestačily k obživě, proto nastoupil k podniku Armabeton jako stavební dělník.

## Smrt
Také 21. srpna 1968 vyrazil Zdeněk Příhoda na své motorce do zaměstnání. Vzhledem k mimořádným okolnostem se na stavbě nepracovalo, proto již dopoledne vyrazil zpátky domů na Vinohrady. Na Černokostelecké ulici směrem do centra ho předjížděla kolona sovětských vojenských pásových vozidel. Sesedl z motorky před domem č. p. 117 a odvedl ji ke straně vozovky k chodníku, aby ho sovětská obrněná vozidla mohla bezpečně minout. Několik vozidel kolem něj projelo, ale jedno z nich nečekaně vybočilo z řady a najelo do Zdeňka Příhody. Pak se zařadilo zpátky do kolony a bez zastavení ujelo směrem do centra Prahy. Někteří svědci vypověděli, že manévr řidiče obrněného vozidla na ně působil dojmem úmyslného jednání.
Zdeněk Příhoda byl převezen do Vinohradské nemocnice, kde ještě dopoledne zemřel na krvácení do hrudní dutiny, roztržení plic a mnohačetné zlomeniny žeber. Kromě toho utrpěl ještě zlomeninu pravé stehenní kosti a vymknutí levého klíčku. Rodině smutnou zprávu předala tehdejší přítelkyně jeho staršího bratra, která pracovala ve Vinohradské nemocnici jako lékařka. Viník dopravní nehody zůstal neodhalen.

## Pamětní deska

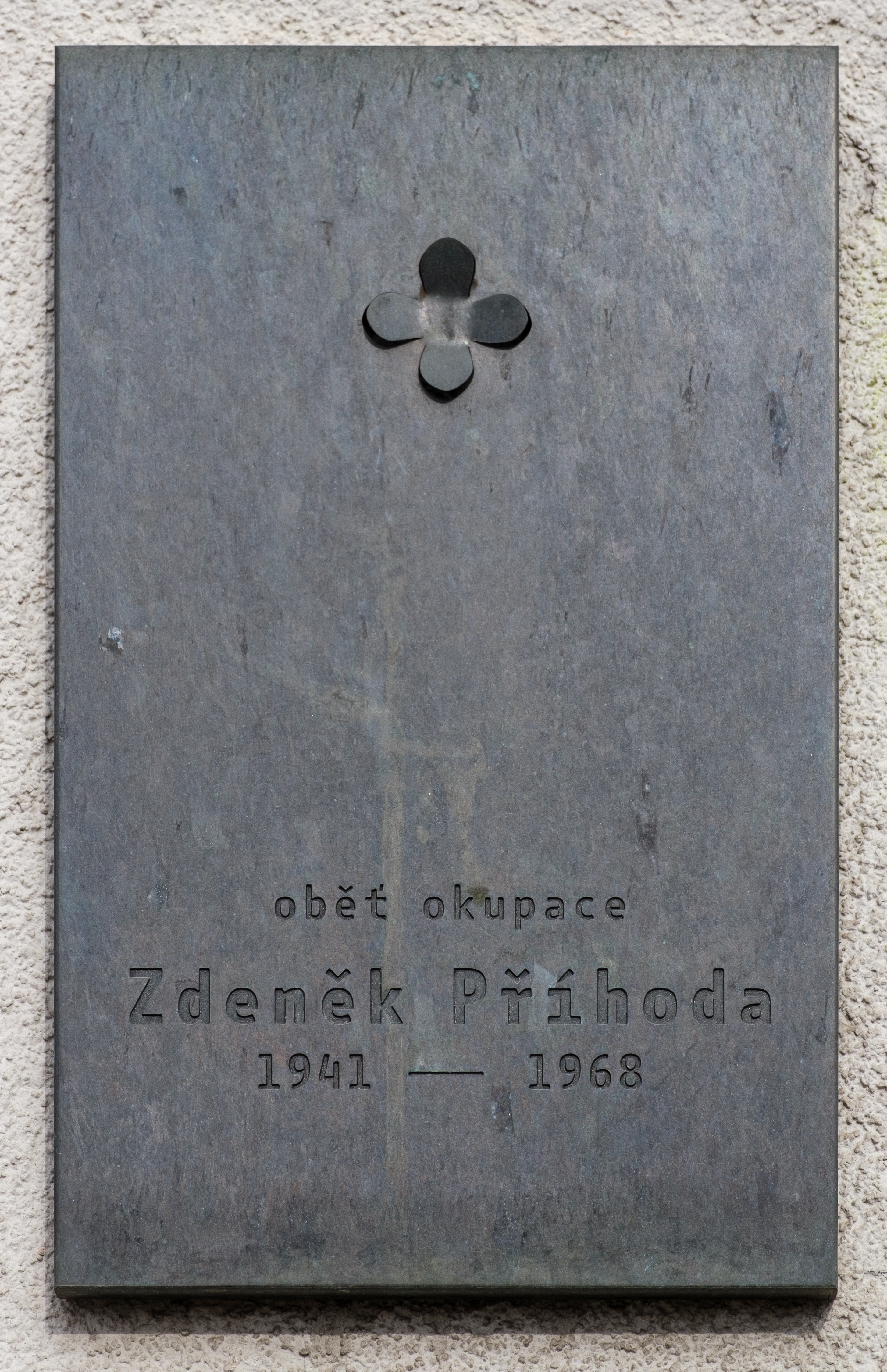
Pamětní deska Zdeňka Příhody v Černokostelecké ulici 117/17.

Dne 21. srpna 2018 byla v Černokostelecké ulici na domě číslo 117/17 odhalena pamětní deska věnovaná Zdeňku Příhodovi, kterou instaloval spolek Pomníky obětem bezpráví v rámci své iniciativy s názvem Černé šeříky. Autorem desky je sochař Jakub Grec.